# Israël aux Jeux olympiques d'hiver de 1998
Israël participe aux Jeux olympiques d'hiver de 1998, organisés à Nagano au Japon. Ce pays prend part à ses deuxièmes Jeux olympiques d'hiver. Trois athlètes israéliens, deux hommes et une femme, prennent part à la manifestation. Ils ne remportent pas de médaille.

## Athlètes engagés

### Patinage artistique
| Athlète(s)                       | Épreuve         | DO1 | DO2 | PC   | PL | Total | Total      |
| Athlète(s)                       | Épreuve         | DO1 | DO2 | PC   | PL | RT    | Rang final |
| -------------------------------- | --------------- | --- | --- | ---- | -- | ----- | ---------- |
| Michael Shmerkin                 | Hommes          | NC  | NC  | 14 Q | 18 | 25,0  | 18         |
| Galit Chait et Sergei Sakhnovski | Dance sur glace | 17  | 14  | 14   | 14 | 28,6  | 14         |